# Willy Kern
Willy Kern (Zúric, 29 de gener de 1912 - Dübendorf, 9 d'abril de 2009) va ser un ciclista suís, que fou professional entre el 1938 i el 1948. Com a professional els seus èxits més importants foren una 2a posició final a la Volta a Suïssa de 1942 o una 7à la Volta a Catalunya de 1946.

## Palmarès
- 1945
  - Vencedor d'una etapa del Circuit del Nord